# 제라르 주네트

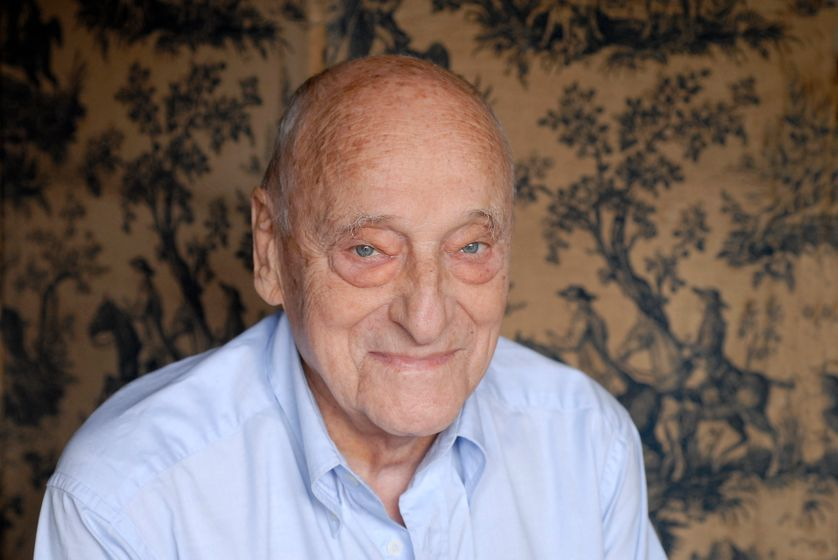

제라르 주네트(Gérard Genette)는 1930년 파리에서 태어난 프랑스의 문학이론자이다.
롤랑 바르트의 영향을 받아 츠베탕 토도로프, 줄리아 크리스테바 와 더불어 구조주의 문학 이론의 수립에 지대한 기여를 했다. 바르트가 사망하고, 토도로프는 문학 연구를 중단하고 문명사로 돌아섰으며 크리스테바는 정신분석학에 빠져 문학장 너머로 자신의 연구를 확장시키는 동안 주네트는 60년대 이후부터 문학의 형식적 구조를 밝히는 일에 몰두하였다.
주요 관심사는 서사학, 수사학, 장르 이론 등이며 그는 자신의 작업을 통칭해서 시학이라고 불렀다.
쇠이유 출판사(Seuil)의 문학 이론 총서인 '시학(Poétique)' 총서를 60년대말부터 지휘해왔다.

## 주요 저작
(그의 모든 저작은 쇠이유 출판사에서 출간되었다)
- 《문채 3권(Figures III)》, 1972. - 세 권으로 된 논문집 '문채' 연작의 마지막 권이다. 여기에는 그의 국가박사 논문인 〈이야기의 담화(discours du récit)〉가 실려있는데 대한민국에 《서사담론》(권택영 옮김, 교보문고, 1992)이라는 제목으로 번역되기도 한 이 저작은 마르셀 프루스트의 《잃어버린 시간을 찾아서》의 서술 형식을 상세히 분석하고 있으며 서사학에서 경전과도 같은 책이다.
- 《팔랭프세스트(Palimpsestes)》, 1982 -
- 《쇠이유(Seuil)》 - 책에는 텍스트만 있는 것이 아니며 제목, 표지, 목차, 저자서문, 삽화 등 텍스트를 보충하는 다양한 요소들이 있다. 이 요소들을 주네트는 곁텍스트(paratexte)라고 부르는데 (책 = 텍스트 + 곁텍스트) 이 저작에서는 이 곁텍스트 요소들에 대한 역사적 소묘, 성격 규정을 시도하는 동시에 실제 문학사에서 그것이 어떤 식으로 텍스트와 관계를 맺어왔는지를 연구하고 있다.
- 《픽션과 딕션(Fiction et diction)》 - 아리스토텔레스의 《시학》 이래로 문학은 픽션으로 정의되어 왔지만 회상록, 에세이, 서한문과 같이 픽션이 아닌 다양한 글쓰기도 문학장에 종종 편입되어 왔다. 이 저작에서 주네트는 우선 문학장의 범위를 규정하려 한다. 픽션은 언제나 문학으로 간주되기에 문학의 '구성적 요소'라 부르며 시대와 장소에 따라 문학에 속할 수도 있고 속하지 않을 수도 있는 것들은 '조건적 요소'라고 불린다. 결국 문학이란 이 두 요소의 합집합이 되며 그 외연은 유동적이 된다. 이에 따라 첫째 픽션과 픽션이 아닌 것(논픽션, 주네트는 '딕션'이라는 용어를 사용한다)의 경계를 규정하는 것이 문제가 되는데 겉보기와는 달리 양자의 구별은 결코 명확히 이루어질 수 없다. 예컨대 《신곡》이나 〈알레프〉에는 저자인 단테나 보르헤스가 실명으로 등장하여 도저히 불가능한 모험을 하는데 이것은 픽션인가 픽션이 아닌가? 발자크의 소설속에 인용된 실제 신문 기사는 픽션인가 논픽션인가? 다른 한편 픽션이 아닌 글쓰기를 문학에 편입시키는 '조건적 요소'로 주네트는 문체의 가치를 우선시하는데 이에 따라 문체와 시어의 문제 또한 다루어진다.